# Xopsuei
El xopsuei (en xinès: 杂碎; en pinyin: zá suì; literalment «trencar en molts trossos») és un plat d'origen xinès-estatunidenc. Usualment consisteix en bocins de carn o marisc (pot ser pollastre, cap de bestiar, porc o gambes) saltejats en un wok amb verdures tallades a la juliana com col, api, pebrot mongeta verda, entre d'altres. És servit amb arròs blanc cuit al vapor i salsa de soia.